# M-72

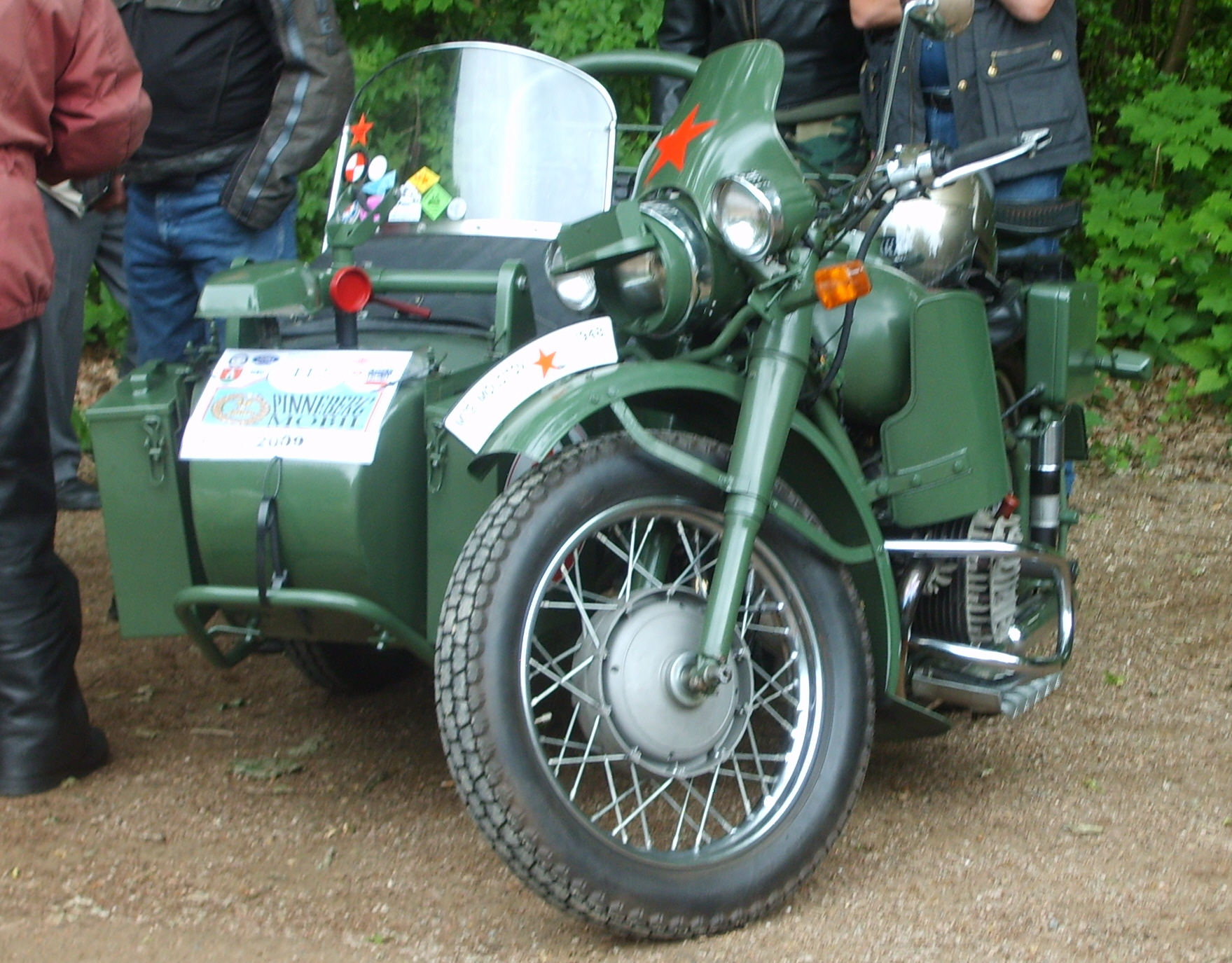
M72

M-72 byl motocykl, který byl vyráběn v Sovětském svazu a užíván zejména v době Velké vlastenecké války. 
Historie motocyklů začala před druhou světovou válkou, kdy v Sovětském svazu vznikl požadavek na obdobný typ motocyklu, jaký užíval zejména Wehrmacht. Přes překupníky byly získány stroje, které se snažili sovětští konstruktéři zkopírovat. Poté, co v květnu 1939, krátce po jmenování Molotova sovětským ministrem zahraničí, navrhl německý velvyslanec v Moskvě zahájit hospodářské rozhovory, které vyvrcholily podepsáním Paktu Ribbentrop–Molotov, byla v rámci této dohody poskytnuta SSSR technická a technologická pomoc. Německo poskytlo mimo jiné i plány a výrobní postupy německého motocyklu BMW R-71. 
Sověti dále pracovali na svém konstrukčním zlepšení (např. olejové vzduchové filtry, nárazníky, úprava tlumičů apod.) a bylo rozhodnuto, že se motocykl, který byl též nazvaný jako "Molotov M-72," bude vyrábět v Moskvě, v Leningradu a v Charkově. Do vypuknutí války však k tomu došlo jen v omezeném rozsahu, a tak po rychlém německém postupu bylo rozhodnuto, že se výroba přesune dále na východ. Moskevský závod byl přestěhován do uralského města Irbit. Zde začala výroba v bývalém pivovaru, který byl rychle zrekonstruován na továrnu IMZ a kde dostal motocykl přízvisko Ural. Za války zde bylo pro potřeby Rudé armády vyrobeno kolem 9799 kusů těchto motocyklů. Leningradský a charkovský závod byly přestěhovány do města Gorkij (Nižnij Novgorod), kde se v závodě GMZ vyráběly též postranní vozíky, které byly dodávány i k motocyklům, jenž byly dodány v rámci Lend-Lease. Takto upravené motocykly většinou byly po vzoru německých strojů vybaveny lehkým kulometem instalovaným na postranním vozíku.
Stroj se vyráběl v dalších modernizacích až do roku 1960, a to nejen v IMZ, ale od roku 1951 i v Kyjevě (KMZ), kde se stroje začaly vyrábět pod značkou Dněpr.

## Technické údaje
- Rozvor motocyklu: 1400 mm
- Délka: 2420 mm
- Šířka: 1600 mm
- Výška: 980 mm
- Výška sedla: 720 mm
- Hmotnost motocyklu:

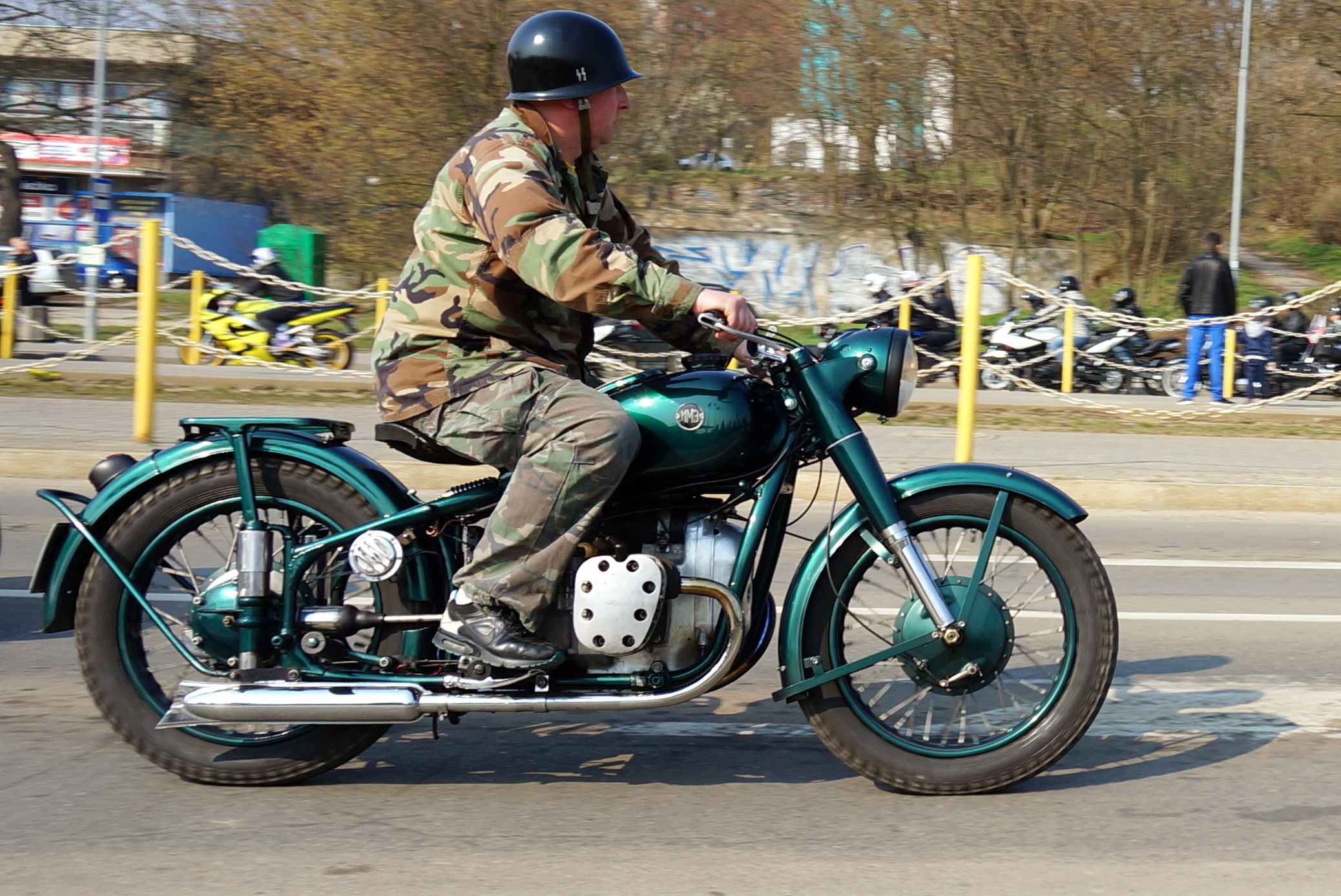
IMZ

  - bez postranního vozíku: 220–225 kg
  - s postranním vozíkem	340–350 kg
- Nosnost: 2–3 osoby a 100 kg nákladu
- Max. rychlost s přívěsným vozíkem: 90 km/h
- Spotřeba paliva na 100 km jízdy s postranním vozíkem: 7 litrů
- Dojezd: 300 km
- Spotřeba oleje: 0,250 l na 100 km
- Motor: čtyřdobý dvouválec s protilehlými válci a rozvodem SV
- Výkon: 16,3 kW (22 hp) při 4950 ot/min